# پریموو
پریموو (به چکی: Peřimov) یک منطقهٔ مسکونی در جمهوری چک است که در ناحیه سمیلی واقع شده‌است.